# Bocchoris rehamalis
Bocchoris rehamalis là một loài bướm đêm trong họ Crambidae.